# علم الفلك التبتي

التانترا من الكلاتشاكرا هو أساس علم الفلك التبتي. وهو يفسر بعض الظواهر بطريقة مماثلة لعلم الفلك الحديث. وبالتالي، يوصف كسوف الشمس بأنه مرور القمر بين الشمس والأرض. في عام 1318، تلقى الكرمبا الثالث رؤية لكالاتشاكرا التي استخدمها لإدخال نظام منقح لعلم الفلك والتنجيم يدعى «تقليد تسورفو للتنجيم» الذي لا يزال يستخدم في مدرسة كارما كاجيو لحساب التقويم التبتي.